# 시그마 SD14

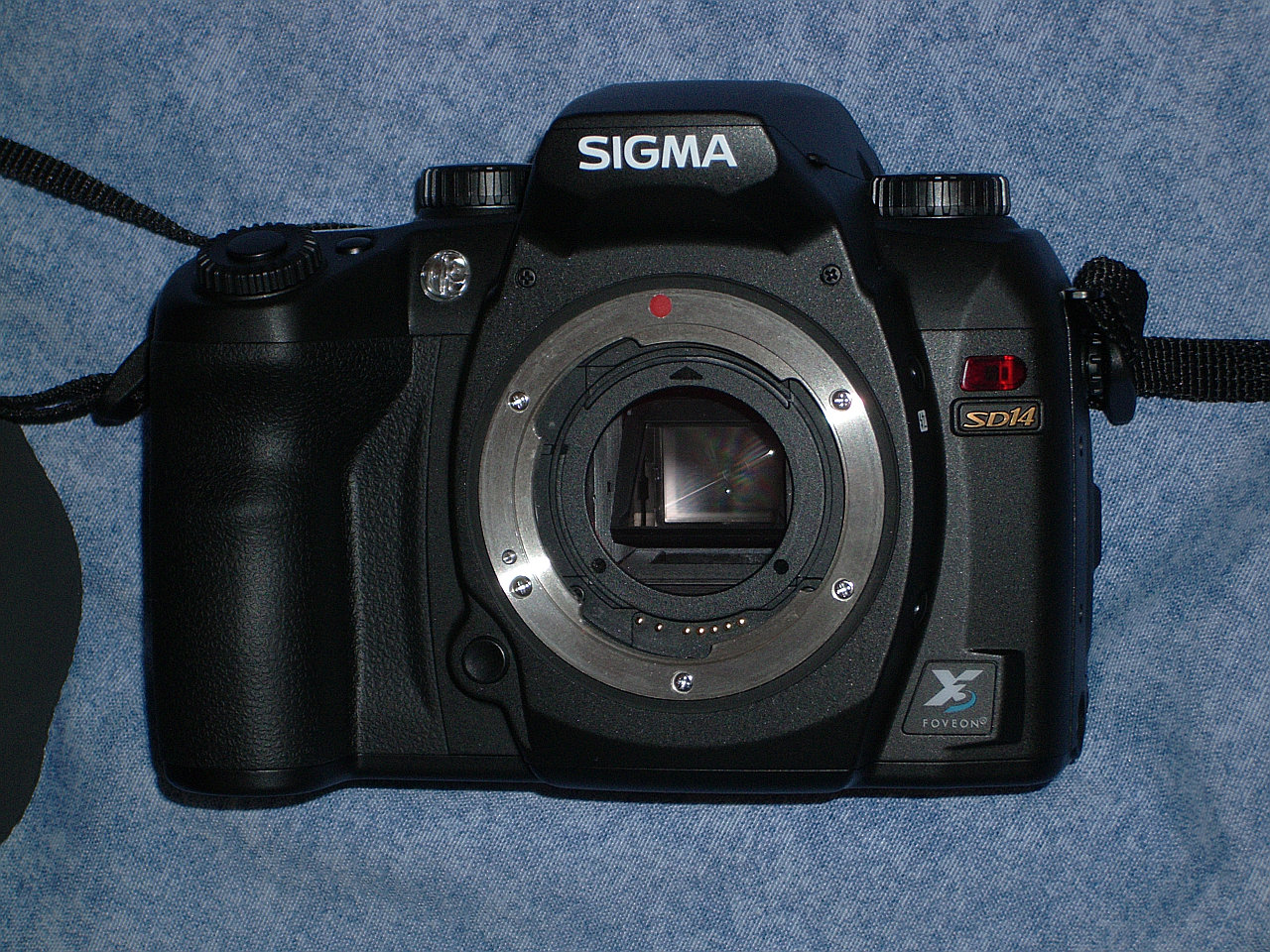
시그마 SD14

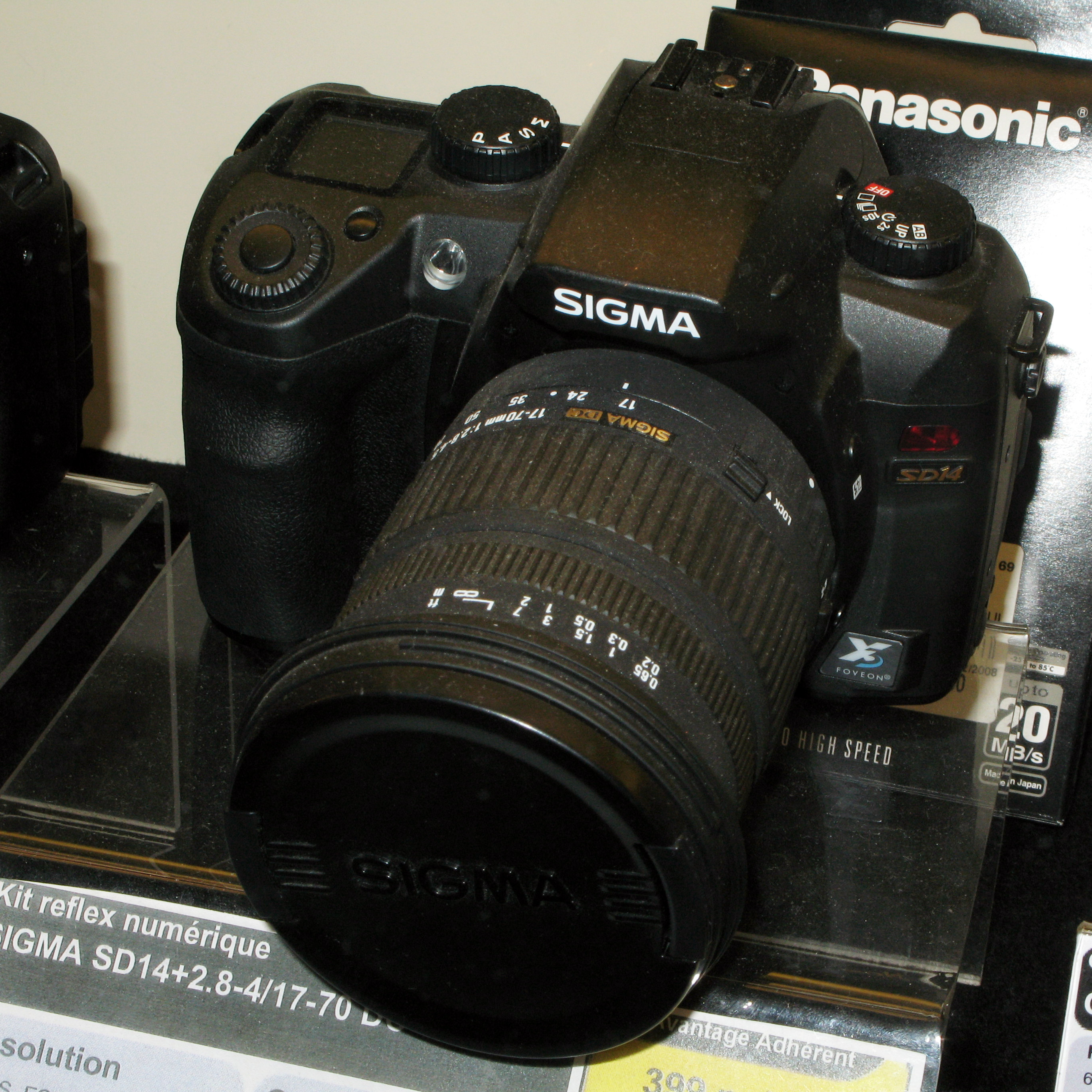
시그마 SD14

시그마 SD14(Sigma SD14)는 시그마의 디지털 SLR이다. 2006년 9월 26일에 발표되었다.
SD14는 포비온 X3 이미지 센서를 사용하고 있다. 약 1410 만개의 수광소자(photodetector)로 이루어진 약 470 만 유효 화소를 가지고 있다. 1개의 픽셀이 하나의 색상만을 인식하는 베이어 센서의 픽셀과 다르게, 포비온 X3의 픽셀은 R, G, B 3가지 색상을 모두 인식한다.
일반적인 상황에서 SD14 센서의 해상력은 약 8~12백만 베이어 센서와 유사하다고 평가된다.  
SD9, SD10, SD14에는 앤티 앨리어싱 필터가 없지만, 포비온 X3 센서에 앤티 앨리어싱 필터가 필요 없는 것은 아니다. 앤티 앨리어싱 필터가 없는 베이어 센서 보다 그 정도가 덜 하지만, SD14에도 모아레가 나타난다. 

## 같이 보기
- 시그마 SD9
- 시그마 SD10